# نسوس

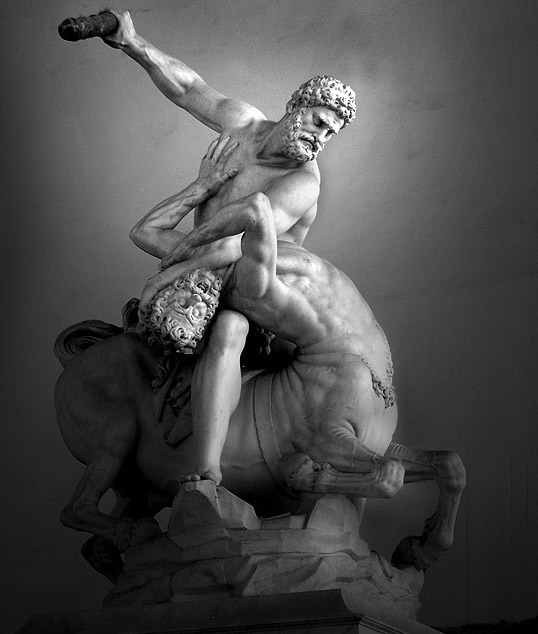
هرکول و نسوس (۱۵۹۹)، فلورانس

نسوس (به یونانی: Νέσσος) در اساطیر یونانی فرزند سانتاروس، موجودی افسانه‌ای با بالا تنهٔ انسان و پایین تنه اسب و یکی از سانتورهای اهالی تسالی بود که پس از مشارکت در جنگ لاپیت‌ها به میهن خود بازگشت و در انتها به دست هرکول کشته شد. نسوس برای نقشی که در ربودن دیانیرا همسر هرکول داشت، شناخته شده‌است.

## نسوس و هرکول
نسوس از سرزمین مادری خود آرکادیا توسط هرکول رانده شده بود و بعد از آن خود را مسئول رودخانه‌ای به نام آینوس نمود. او حتی ادعا می‌کرد به خاطر شخصیت پسندیده‌اش توسط خدایان به این سمت منصوب گردیده است. بعد از سال‌ها مأمور شد همسر هرکول، دیانیرا را از رودخانه عبور دهد درحالی که هرکول خودش به تنهایی عبور می‌کرد. نسوس از این فرصت استفاده نمود و با قصد تجاوز به این تازه عروس، دیانیرا را بر پشت خود سوار کرده و سعی در فرار داشت. هرکول از نقشه او با خبر شد و با پرتاب تیری که به زهر هایدرا آغشته بود به سینه نسوس او را ازپا درآورد. نسوس هنگام مرگ به دیانیرا گفت قسمتی از خون او را نگه دارد و هنگامی که حس کرد هرکول را دارد از دست می‌دهد از آن به عنوان داروی عشق بر روی هرکول استفاده کند و تا ابد معشوق او باقی بماند. دیانیرا نیز ناآگاهانه حرف او را پذیرفت.
مدتی بعد، هنگامی که دیانیرا اعتماد خود را نسبت به هرکول به سبب یولا از دست داده بود یکی از لباس‌های هرکول را با خون نسوس شست و به او داد تا به تن کند. دیانیرا به‌طور اتفاقی قسمتی از خون نسوس از دستش افتاده و بر روی زمین ریخت. خون نسوس بر اثر تابش آفتاب شروع به بخار شدن کرد. او سریعا سم داخل خون را تشخیص داد و پیامی برای هشدار در مورد زهرآلود بودن لباس به هرکول فرستاد، اما دیگر بسیار دیر شده بود و خون به مانند یک زهر بر روی هرکول اثر کرد و باعث مرگ او شد. پس از مرگ هرکول، هرا بالاخره دلش به رحم آمد و اجازه داد بدن بیجانش بر روی زمین باقی بماند و او را به المپ برد، جایی که هرکول تبدیل به یک خدا و فناناپذیر گشت.